# Alexander (Iowa)
Alexander é uma cidade localizada no estado americano de Iowa, no Condado de Franklin.

## Demografia
Segundo o censo americano de 2000, a sua população era de 165 habitantes. 
Em 2006, foi estimada uma população de 161, um decréscimo de 4 (-2.4%).

## Geografia
De acordo com o United States Census Bureau tem uma área de 
11,1 km², dos quais 11,1 km² cobertos por terra e 0,0 km² cobertos por água. Alexander localiza-se a aproximadamente 387 m acima do nível do mar.

## Localidades na vizinhança
O diagrama seguinte representa as localidades num raio de 16 km ao redor de Alexander. 